# 七十個七
七十个七期（英語：Seventy Weeks）的异象记载在《希伯来圣经》的《但以理书》第9章第24-27节（第24节：“为你本国之民和你圣城，已经定了七十个七。要止住罪过，除净罪恶，赎尽罪孽，引进（或作彰显）永义，封住异象和预言，并膏至圣者（者或作至圣所）。”），是一个对犹太人和基督徒都相当重要的圣经预言。
另外，《马太福音》第18章记载，当彼得进前来问耶稣“我弟兄得罪我，我当饶恕他几次呢？到七次可以吗？”时，“耶稣说，我对你说，不是到七次，乃是到七十个七次（英語：seventy-seven times）”（《马太福音》第18章第22节）；接着，耶稣做了一个刻薄寡恩不怜恤人的恶僕逼债的比喻” （《马太福音》第18章第23-35节）。

## 内容
大利乌元年，以色列先知但以理在被掳之地巴比伦，从《希伯来圣经·耶利米书》中得知耶和华临到先知耶利米的预言，知道耶路撒冷荒凉的年数，七十年为满，便恳切禁食祷告。于是天使加百列让他看见七十个七的异象：“「為你本國之民和你聖城，已經定了七十個七日。要止住罪過，除淨罪惡，贖盡罪孽，引進永義，封住異象和預言，並膏那至聖的。你當知道，當明白，從出令重新建造耶路撒冷，直到有彌賽亞君王的時候，必有七個七日和六十二個七日。正在艱難的時候，耶路撒冷城連街帶城牆都必重新建造。過了六十二個七日，那彌賽亞必被剪除，卻非為自己；必有一王的民來毀滅這城和聖所，至終必如洪水沖沒。必有爭戰，一直到底，荒涼的事已經定了。七日之內，他必與許多人堅定盟約；七日之間，他必使祭祀與供獻止息，又行毀壞遍佈可憎的，直到完滿，以後那結局既定的就被傾在荒涼之上。”

## 文字结构
威廉·H·谢伊观察到（《但以理书》第9章第25-27节）节组成交错结构：
A. 但以理书9:25a
建造耶路撒冷：
你当知道，当明白：从出令重新修建耶路撒冷
B. 但以理书9:25b
弥赛亚：
直到弥赛亚君的时候，必有七个七和六十二个七
C. 但以理书9:25c
建造耶路撒冷：
既使在艰难的时候，耶路撒冷城也必连街带濠，重新建造
D. 但以理书9:26a
弥赛亚：
六十二个七之后，弥赛亚必被剪除，一无所有
C'. 但以理书9:26b
耶路撒冷被毁：
必有一王的民来毁灭这城和圣所；结局必有洪水，并一直到底的争战；荒凉的事已经定了
B'. 但以理书9:27a
“弥赛亚”（敌基督）？
他必与许多人坚定一个七的盟约；到一七之半，他必使祭祀和供献止息，
A'. 但以理书9:27b
耶路撒冷被毁：
并且以那造成荒凉者的可憎之物代替祭祀和供献，直到所定之完全的毁坏倾倒在那造成荒凉者的身上

### 引用
1. ↑  《但以理书》第9章第24-27节

### 书籍
- Sir Robert Anderson, The Coming Prince (ISBN 0-8254-2115-2)
- Ron J. Bigalke Jr., "Government of the Future," in One World (ISBN 0-9749811-8-4)
- Harold W. Hoehner, Chronological Aspects of the Life of Christ (ISBN 0-310-26211-9)
- Clarence Larkin, The Book of Daniel (ISBN 0-7661-8573-7)
- William H. Shea, "The Prophecy of Daniel 9:24-27", in Holbrook, Frank. ed., The Seventy Weeks, Leviticus, and the Nature of Prophecy, 1986, Daniel and Revelation Committee Series, Vol. 3, Review and Herald Publishing Association.
  - source for chiasm of verse 25-27
- John F. Walvoord, Daniel: The Key To Prophetic Revelation (ISBN 0-8024-1753-1)
- T. T. Schlegel, Know Therefore and Understand: A Biblical Explication of the First 69 Weeks of Daniel 9 (ISBN 0-9704330-9-3)